# Starstruck (serie de televisión)
Starstruck es una serie de televisión de la cadena británica BBC y HBO Max creada por la humorista neozelandesa Rose Matafeo. La primera temporada de esta comedia romántica coescrita junto a Alice Snedden, se estrenó el 25 de abril de 2021 y fue dirigida por Karen Maine. La segunda temporada llegó un año más tarde, en febrero de 2022, con una buena acogida por parte de la crítica internacional.

## Sinopsis
Jessie interpretada por la propia Matafeo es una veinteañera neozelandesa que vive en Hackney, Londres, junto a su amiga Kate (Emma Sidi). Su vida de millennial transcurre entre su trabajo en un cine que compagina con otros trabajos de niñera y de repartidora de flores. En la víspera de Año Nuevo, Jessie acude a una fiesta y conoce a un joven con el que decide pasar la noche. A la mañana siguiente, descubre que Tom (Nikesh Patel), el chico con el que estuvo en Nochevieja, se trata de un famoso actor de cine británico. A partir de ahí, arranca una divertida historia en la que la vida de Jessie dará un giro sorprendente.

## Reparto

### Principales
- Rose Matafeo en el papel de Jessie, una joven neozelandesa que vive y trabaja en Londres y tiene una aventura de una noche con Tom que resulta ser una estrella de cine
- Nikesh Patel es Tom Kapoor, un popular actor británico que tiene una aventura con Jessie la víspera de Año Nuevo
- Emma Sidi es Kate, la mejor amiga de Jessie y su compañera de piso en Londres

### Recurrentes
- Sindhu Vee es Sindhu
- Al Roberts es Ian, el exnovio de Jessie
- Jon Pointing es Dan
- Joe Barnes es Joe
- Nic Sampson es Steve
- Lola-Rose Maxwell es Sarah
- Abraham Popoola es Jacob
- Ambreen Razia es Shivani
- Nadia Parkes es Sophie Diller
- Liz Kingsman es Liz
- Russell Tovey (segunda temporada)

### Invitados
- Minnie Driver es Cath, la mánager de Tom

## Episodios
| Temporada | Temporada | Episodios | Episodios | Lanzamiento original | Lanzamiento original |
| --------- | --------- | --------- | --------- | -------------------- | -------------------- |
|           | 1         | 6         | 6         | 25 de abril de 2021  | 25 de abril de 2021  |
|           | 2         | 6         | 6         | 7 de febrero de 2022 | 7 de febrero de 2022 |

## Producción
Matafeo, como Jessie, nació en Nueva Zelanda, y actualmente vive en Londres con Emma Sidi, la actriz que interpreta a su amiga Kate en Starstruck.
La idea de la trama surgió a partir de una anécdota que se produjo con unos amigos neozelandeses de Matafeo que una noche en un pub de Londres conocieron a un actor de Hollywood y estuvieron con él toda la noche. La BBC y HBO Max han anunciado que Starstruck tendrá una tercera temporada.